# Altinópolis
Altinópolis is een gemeente in de Braziliaanse deelstaat São Paulo. De gemeente telt 15.554 inwoners (schatting 2009).

## Aangrenzende gemeenten
De gemeente grenst aan Batatais, Brodowski, Patrocínio Paulista, Santo Antônio da Alegria, Serrana en São Sebastião do Paraíso (MG).